# Mathias Friis von Irgens-Bergh
Mathias Friis von Irgens-Bergh, født Bergh (16. november 1786 i Ringebu – 8. marts 1828 i Dresden) var en dansk diplomat.
Han var søn af Gerhard Gunnerus Bergh (1755-1834), sognepræst i Tønsberg og senere i Ringsaker, og Pauline Birgitte født Irgens (1766-1825). Efter at være blevet dimitteret fra Christiania Kathedralskole i 1807 tog Bergh i København fat på det teologiske studium i overensstemmelse med sin faders ønske, men forlod kort efter dette studium og blev juridisk kandidat i 1812. Grunden hertil var, at det blev Bergh overdraget at ordne den senere statsminister Niels Rosenkrantz' bibliotek, og herved kom han i forbindelse med denne, i hvem han fandt en varm velynder, efter hvis råd han kastede sig over det juridiske studium. Rosenkrantz, der i 1810 var blevet chef for det udenlandske departement, ansatte allerede 1811 Bergh som surnumerær kancellist i dette og tog ham i 1815 med til kongressen i Wien, hvor han skal have udvist dygtighed og vundet sin chefs bifald. Samme år blev han legationssekretær. Det skyldes utvivlsomt også Rosenkrantz, at Bergh året efter blev udnævnt til chargé d'affaires i Dresden, hvor han blev en af Danmarks sidste diplomatiske repræsentanter og, først med titel af gehejmelegationsråd, senere med titel af kammerherre, forblev lige til sin død, 8. marts 1828. Han blev Ridder af Dannebrog 1815.
Bergh ægtede i 1816 i København Mathilde Therese Holsten (1793 – i København 1861), datter af kommandør Christian Holsten (1747-1811) og Anna Elisabeth, f. Faye (1761-1818). Bergh, der formente, at han både fra faderens og fra moderens side var af gammel adel, blev 7. december 1824 optaget i den danske adelstand under navnet von Irgens-Bergh. Som diplomat indlagde han sig fortjeneste ved forhandlingerne om elbskibsfarten, der førte til traktaten af 1821.
Han er gengivet i en pastel, i en akvarel af J.C. Dahl fra 1820 (Nasjonalgalleriet, Oslo), i et portrætmaleri tilskrevet C.A. Jensen og i et maleri af C.A. Jensen fra 1824 (Statens Museum for Kunst), kopi af C.C. Andersen. Stik af Edme Quenedey des Ricets 1828.